# محامي لينكن (فلم)
محامي اللينكن (بالإنجليزية: The Lincoln Lawyer) هو فيلم إثارة قانوني أمريكي أُصدر في الولايات المتحدة سنة 2011. مقتبس من رواية 2005 التي تحمل نفس العنوان من تأليف مايكل كونيلي. الفيلم من إخراج براد فورمان، وسيناريو من تأليف جون رومانو، وبطولة ماثيو ماكونهي في دور المحامي الفخري، ميكي هالر. الفيلم من بطولة رايان فيليب وماريسا تومي وجوش لوكاس وويليام إتش ميسي وبريان كرانستون.
تم إقتباس قصة الفيلم من الروايات الأولى التي تتضمن شخصية ميكي هولر، وهو محامي يعمل داخل سيارة من طراز لينكولن تاون يقودها سائق خاص بدلاً من العمل في مكتب.
يتم إستئجار هولر للدفاع عن إبن سيدة أعمال ثرية في لوس أنجلوس متهم بقضية إعتداء وإغتصاب. تتقاطع تفاصيل القضية مع تفاصيل قضية سابقة لهولر ويكتشف المحامي الشاب أن القضيتين متداخلتين.
تم إصدار الفيلم بتاريخ 18 مارس 2011، وتلقى مراجعات إيجابية بالمجمل وحصد 87 مليون دولار في شباك التذاكر العالمي.

## طاقم التمثيل
- ماثيو ماكونهي بدور مايكي هولر
- ماريسا تومي بدور ماغي مكفيرسون
- ريان فيليب بدور لويس روليت
- جوش لوكاس بدور تيد منتون
- جون ليجويزامو بدور فال فالنزويلا
- ويليام ماسي بدور فرانك ليفين
- براين كرانستون بدور المحقق لانكفورد
- فرانسيس فيشر بدور ماري ويندسور
- مايكل بينا بدور خيسوس مارتينيز
- بوب غانتون بدور سيسيل دوبز
- تريس أدكينز بدور إيدي فوغل
- لورنس ماسون بدور إيرل
- مارغريتا ليفيفا بدور ريجي كامبو
- بيل جيمس بدور لورنا
- شيا ويجهام بدور كورليس
- كاثرين موينج بدور غلوريا
- مايكيل باري بدور المحقق كيرلين
- ميكيلا كونلين بدور المحققة سوبيل
- ماكينزي الادجيم بدور هايلي هولر
- إريك يتيباري بدور تشارلز تالبوت

## القصة
عن رواية «لينكن المحامي» لميشيل كولوني، ويتناول قصة جريمة قتل ويسعي أحد المحاميين ورائها.

## الميزانية والإيرادات
بلغت تكلفة إنتاج الفيلم حوالي 40 مليون دولار بينما حقق أرباحا تقدر بـ 85,507,593 دولار.

## روابط خارجية
- محامي لينكن على موقع IMDb (الإنجليزية)
- محامي لينكن على موقع ميتاكريتيك (الإنجليزية)
- محامي لينكن على موقع روتن توميتوز (الإنجليزية)
- محامي لينكن على موقع نتفليكس (الإنجليزية)
- محامي لينكن على موقع قاعدة بيانات الأفلام العربية
- محامي لينكن على موقع ألو سيني (الفرنسية)
- محامي لينكن على موقع Turner Classic Movies (الإنجليزية)
- محامي لينكن على موقع أول موفي (الإنجليزية)
- محامي لينكن على موقع بوكس أوفيس موجو (الإنجليزية)
- محامي لينكن على موقع فيلمافينيتي (الإسبانية)